# Diego Madritsch
Diego Madritsch (* 2. August 2005 in Ried im Innkreis) ist ein österreichischer Fußballspieler.

## Karriere

### Verein
Madritsch begann seine Karriere beim TSV Ort. Im April 2015 wechselte er in die Jugend der SV Ried. Zur Saison 2022/23 rückte er in den Kader der Amateure der Rieder. Für diese debütierte er im Juli 2022 gegen den Deutschlandsberger SC in der Regionalliga.
Im März 2023 gab er bei seinem Kaderdebüt für die Profis sein Debüt in der Bundesliga, als er am 21. Spieltag jener Saison gegen den SCR Altach in der 66. Minute für Kingsley Michael eingewechselt wurde. Im Oberhaus kam er zu elf Einsätzen, ehe er mit Ried zu Saisonende aus der Bundesliga abstieg. In der 2. Liga spielte er in der Saison 2023/24 dann aber keine Rolle mehr.
Zur Saison 2024/25 wechselte Madritsch zum Bundesligisten SCR Altach, bei dem er einen bis 2027 laufenden Vertrag erhielt. Bei den Altachern verletzte er sich bereits bei seinem ersten Einsatz, einem Benefizspiel, an der Schulter. Er wurde im LKH Hohenems operiert und absolvierte seine Rehabilitation in Ried. Dadurch fiel er bis Ende Oktober 2024 aus und kam erst danach über die zweite Mannschaft der Altacher in der drittklassigen Regionalliga West zu seinen ersten Pflichtspieleinsätzen.

### Nationalmannschaft
Madritsch debütierte im April 2022 gegen Rumänien für die österreichische U-17-Auswahl. Im Oktober 2022 spielte er gegen Ungarn erstmals für die U-18-Mannschaft. Von Herbst 2023 bis Frühjahr 2024 kam er auf neun Länderspiele für Österreichs U-19-Auswahl, für die er unter anderem in allen sechs Qualifikationsspielen zur U-19-EM 2024 zum Einsatz kam, sich mit den Österreichern jedoch nicht für die EM-Endrunde qualifizierte.

## Familie
Sein Vater Peter (* 1974) war ebenfalls Fußballspieler, brachte es als solcher jedoch nicht über den Amateurbereich hinaus und tritt heute als Fußballtrainer in Erscheinung. Seit 2018 ist er Cheftrainer der mittlerweile in der Regionalliga Mitte spielenden Union Gurten.
Sein jüngerer Bruder Fabian (* 2007) ist aktuell (Stand: Mai 2025) Akademiespieler der SV Ried.